# Stevenson (Alabama)
Stevenson – miasto w Stanach Zjednoczonych, w stanie Alabama, w hrabstwie Jackson. W roku 2023 miasto zamieszkiwały 1973 osoby, a gęstość zaludnienia wynosiła 145,1 osoby/km².